# Kinkerbuurt
De Kinkerbuurt is een buurt in het stadsdeel West van de gemeente Amsterdam, in de Nederlandse provincie Noord-Holland. De buurt is een "eiland" tussen de Singelgracht (Nassaukade), het Jacob van Lennepkanaal (Jacob van Lennepkade), de Kostverlorenvaart (Tweede Kostverlorenkade) en de Hugo de Grootgracht.
Het hart van de wijk is de Kinkerstraat, genoemd naar de dichter en advocaat Johannes Kinker (1764-1845), waarover de tramlijnen 7 en 17 rijden. De buurt heeft een dagelijkse markt in de Ten Katestraat.
Andere belangrijke straten, met winkels en tramlijnen, zijn de Bilderdijkstraat en de De Clercqstraat.

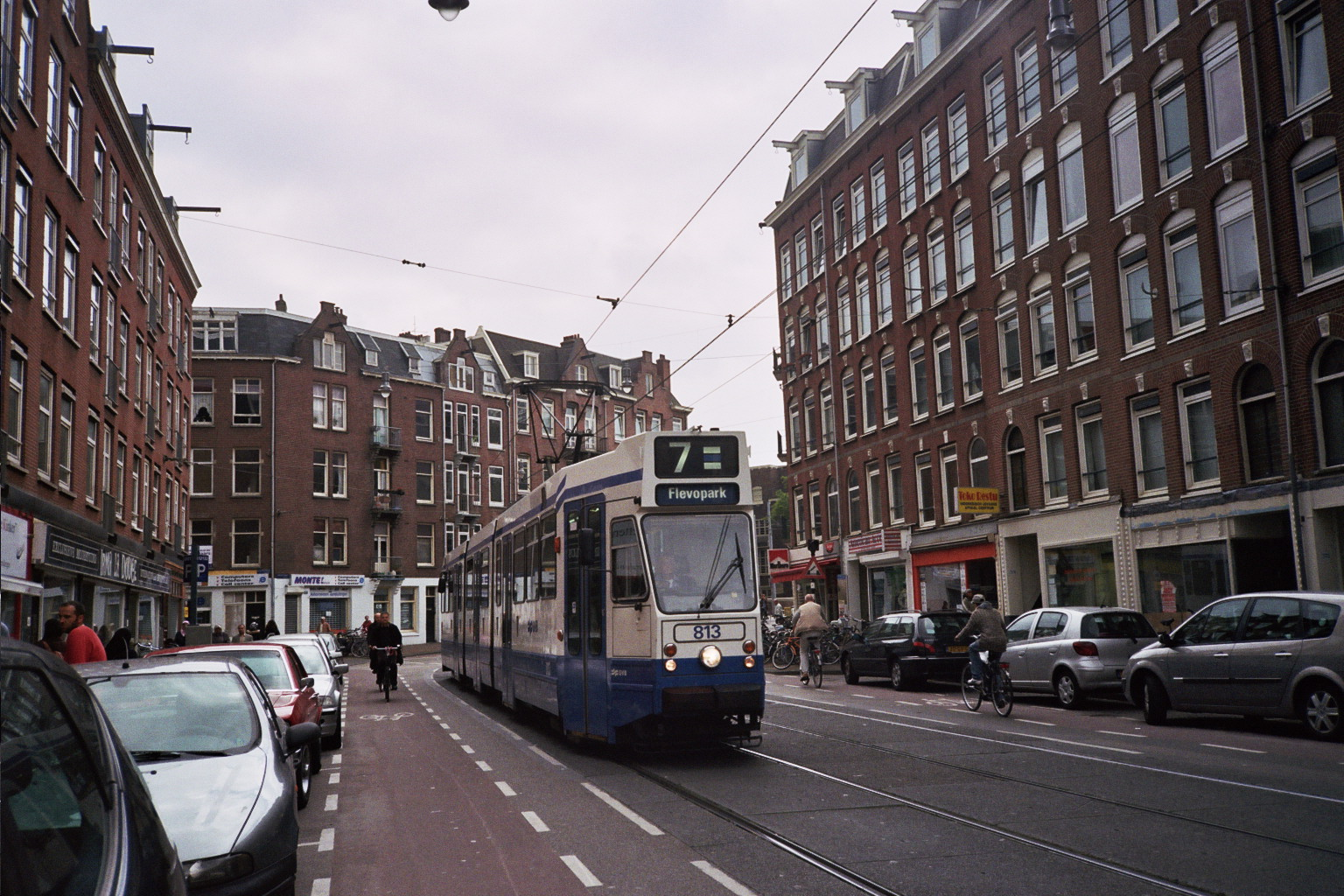
Tramlijn 7 in de Kinkerstraat

De Kinkerbuurt is aangelegd aan het begin van de twintigste eeuw, grotendeels op in 1896 geannexeerd grondgebied van Nieuwer-Amstel, toen Amsterdam zich sterk uitbreidde, naar een ontwerp van de aannemer-architect Nicolaas Redeker Bisdom.
Zoals in andere wijken in Amsterdam-West en -Oost werd er snel en goedkoop gebouwd: de zg. revolutiebouw. De straten werden genoemd naar schrijvers en dichters, waarvan Johannes Kinker nu nog vooral bekend is door zijn straatnaam.
De buurt leefde heftig mee met voetbalclub Blauw-Wit. "Als Blauw-Wit verliest heeft de schillenboer een goede dag", werd er gezegd, want dan konden de Kinkerbuurters geen hap door hun keel krijgen.
De slechtste blokken zijn in de jaren zeventig en tachtig afgebroken in het kader van de stadsvernieuwing. In 1978 leidde de ontruiming van een gekraakt blok aan de Jacob van Lennepstraat tot het eerste optreden van de mobiele eenheid sinds de Nieuwmarktrellen van 1975, en daarmee begon de revival van de kraakbeweging.
De laatste jaren beleeft de Kinkerbuurt een grote opwaardering. Mede als gevolg van gentrificatie stijgt het aantal beter verdienenden in deze buurt en zijn de huizenprijzen sterk gestegen. In 2005 was de Kinkerbuurt de buurt met de grootste adressendichtheid van Nederland met 11.971 per vierkante kilometer (gemiddeld in Nederland: 1865).
In het midden van wat nu de Kinkerbuurt is werd in 1902 de Remise Tollensstraat door de Gemeentetram Amsterdam in gebruik genomen. Na de verhuizing van het GVB naar Diemen-Zuid in 1996 werd hier, na vele jaren plannen maken en leegstand, na een grote verbouwing in 2014 het cultureel centrum De Hallen geopend.
Er naast, aan de Bilderdijkkade, waren een werf en tot 1983 het hoofdkantoor en Stadsreiniging. Vervolgens verrees hier het stadsdeelkantoor Oud-West. Na sloop van het complex in 2011 zijn hier sinds 2014 hoge appartementencompexen verrezen.
Van 1990 tot 2010 was de Kinkerbuurt de noordelijke "helft" van het stadsdeel Oud-West. Sinds 2010 ligt de buurt in het grotere stadsdeel West. Het stadsdeel onderscheidt binnen de Kinkerbuurt de sub-buurten: Da Costabuurt, Borgerbuurt en Bellamybuurt.